# Dendrobium apiculiferum
Dendrobium apiculiferum är en orkidéart som beskrevs av Johannes Jacobus Smith. Dendrobium apiculiferum ingår i släktet Dendrobium, och familjen orkidéer. Inga underarter finns listade i Catalogue of Life.